# 五反田町 (豊田市)
五反田町（ごたんだちょう）は、愛知県豊田市の地名。

## 地理

### 施設
- 昌全寺
- 五反田集会所

### 字一覧
- イドホラ（いどほら）[WEB 6]
- 大沢（おおさわ）[WEB 6]
- 大平（おおひら）[WEB 6]
- 柿ケ坪（かきがつぼ）[WEB 6]
- 柿平（かきだいら）[WEB 6]
- カミノキ（かみのき）[WEB 6]
- クシゲ（くしげ）[WEB 6]
- クニワカタ（くにわかた）[WEB 6]
- クラクゴ（くらくご）[WEB 6]
- ゴウノタ（ごうのた）[WEB 6]
- ササダ（ささだ）[WEB 6]
- サラタ（さらた）[WEB 6]
- サラタジリ（さらたじり）[WEB 6]
- シモクシゲ（しもくしげ）[WEB 6]
- ジョウノコシ（じようのこし）[WEB 6]
- 長配（ちようはい）[WEB 6]
- 栃平（とちだいら）[WEB 6]
- ナギタ（なぎた）[WEB 6]
- ナワテ（なわて）[WEB 6]
- 半ノ田（はんのた）[WEB 6]
- 引地（ひきじ）[WEB 6]
- フルヤシキ（ふるやしき）[WEB 6]
- ブニヨド（ぶによど）[WEB 6]
- ホウデン（ほうでん）[WEB 6]
- ホソクビ（ほそくび）[WEB 6]
- 細畑（ほそはた）[WEB 6]
- マルヤマ（まるやま）[WEB 6]
- 万場（まんば）[WEB 6]
- 宮ノ入（みやのいり）[WEB 6]
- ヤゲ（やげ）[WEB 6]
- 六月デン（ろくがつでん）[WEB 6]

## 歴史

### 人口の変遷
国勢調査による人口および世帯数の推移。
| 1995年（平成7年）  | 37世帯 165人 |  |
| 2000年（平成12年） | 40世帯 161人 |  |
| 2005年（平成17年） | 39世帯 145人 |  |
| 2010年（平成22年） | 36世帯 141人 |  |
| 2015年（平成27年） | 41世帯 145人 |  |
| 2020年（令和2年）  | 38世帯 118人 |  |

### WEB
1. 1 2  総務省統計局 (2022年2月10日). “令和2年国勢調査の調査結果(e-Stat) - 男女別人口，外国人人口及び世帯数－町丁・字等” (CSV). 2023年8月2日閲覧。
2. ↑  “愛知県豊田市の町丁・字一覧”.   人口統計ラボ. 2024年2月26日閲覧。
3. ↑  “読み仮名データの促音・拗音を小書きで表記するもの(zip形式) 愛知県” (zip).   日本郵便 (2024年2月29日). 2024年3月26日閲覧。
4. ↑  “市外局番の一覧” (PDF).   総務省 (2022年3月1日). 2022年3月22日閲覧。
5. ↑  “ナンバープレートについて”.   一般社団法人愛知県自動車会議所. 2024年1月21日閲覧。
6. 1 2 3 4 5 6 7 8 9 10 11 12 13 14 15 16 17 18 19 20 21 22 23 24 25 26 27 28 29 30 31  “愛知県豊田市五反田町の街区一覧”.   ゼンリン. 2025年7月19日閲覧。
7. ↑  総務省統計局 (2014年3月28日). “平成7年国勢調査の調査結果(e-Stat) - 男女別人口及び世帯数 －町丁・字等” (CSV). 2021年7月20日閲覧。
8. ↑  総務省統計局 (2014年5月30日). “平成12年国勢調査の調査結果(e-Stat) - 男女別人口及び世帯数 －町丁・字等” (CSV). 2021年7月20日閲覧。
9. ↑  総務省統計局 (2014年6月27日). “平成17年国勢調査の調査結果(e-Stat) - 男女別人口及び世帯数 －町丁・字等” (CSV). 2021年7月21日閲覧。
10. ↑  総務省統計局 (2012年1月20日). “平成22年国勢調査の調査結果(e-Stat) - 男女別人口及び世帯数 －町丁・字等” (CSV). 2021年7月21日閲覧。
11. ↑  総務省統計局 (2017年1月27日). “平成27年国勢調査の調査結果(e-Stat) - 男女別人口及び世帯数 －町丁・字等” (CSV). 2021年7月21日閲覧。